# Бење ле Жиф
Бење ле Жиф (фр. Baigneux-les-Juifs) насеље је и општина у источном делу централне Француске у региону Бургоња, у департману Златна обала која припада префектури Монбар.
По подацима из 2011. године у општини је живело 258 становника, а густина насељености је износила 20,69 становника/km². Општина се простире на површини од 12,47 km². Налази се на средњој надморској висини од 404 метара (максималној 441 m, а минималној 325 m).

## Демографија
| 1962. | 1968. | 1975. | 1982. | 1990. | 1999. | 2011. |
| ----- | ----- | ----- | ----- | ----- | ----- | ----- |
| 347   | 452   | 300   | 261   | 251   | 271   | 258   |

График промене броја становника у току последњих година